# Mario García Segura
Mario García Segura (Corella, 29 de març de 1968) és un exfutbolista navarrès, que ocupava la posició de porter.

## Trajectòria
Després de despuntar a l'equip local, passa al planter del Reial Saragossa. A la campanya 90/91 puja al primer equip, però en ser el tercer porter, per darrere de Cedrún i Chilavert, no disputa cap encontre de Lliga. A l'any següent, la marxa del paraguaià el deixa com a recanvi de Cedrún, al qual ha de substituir en dos partits.
Sense espai al Zaragoza, a l'estiu de 1992 marxa al CD Badajoz, amb qui només disputa set partits d'eixa temporada, a Segona Divisió.